# 해태백화점
해태백화점은 서울특별시 강동구 명일동에 위치했던 해태그룹 산하의 백화점이다. 해태백화점은 1998년에 해태마트로 전환했고, 부도가 나자 해태마트은 폐점되었다. 이후 롯데백화점과 이마트가 인수를 놓고 경쟁한 결과 이마트가 낙찰 받아 현재까지 이마트 명일점으로 운영 중이다.

## 역사
- 1990년 12월 : 해태마트 입점
- 1991년 : 해태백화점으로 업종명 변경
- 1998년 : 해태마트로 다시 환원
- 2002년 2월 : 신세계그룹에 매각한 후 이마트 고덕점으로 리뉴얼[1]